# Micippoides
Micippoides is een geslacht van kreeftachtigen uit de klasse van de Malacostraca (hogere kreeftachtigen).

## Soort
- Micippoides angustifrons A. Milne-Edwards, 1873